# Schizomavella sinapiformis
Schizomavella sinapiformis is een mosdiertjessoort uit de familie van de Bitectiporidae.